# Strada provinciale 56 Dogliani - Rio Gamba
La strada provinciale Dogliani-Rio Gamba (SP 56) è una strada provinciale italiana il cui percorso si snoda in Piemonte nei comuni di Dogliani, Somano, Bossolasco, Monforte d'Alba, Roddino e Cissone.

## Percorso
Inizia in Piazza Confraternita a Dogliani, attraversa il torrente Rea e si dirige verso località Monera, dove si biforca in due rami.
Il primo conduce al bivio con la SP 359 verso Roddino, e prosegue fino a Cissone.
Il secondo attraversa il comune di Somano, e arriva fino a Bossolasco dove si congiunge con la SP 32.
Il ramo Somano-Bossolasco è stato per alcuni anni la sede della gara automobilistica "Slalom Somano-Bossolasco".